# Schisme de Montaner

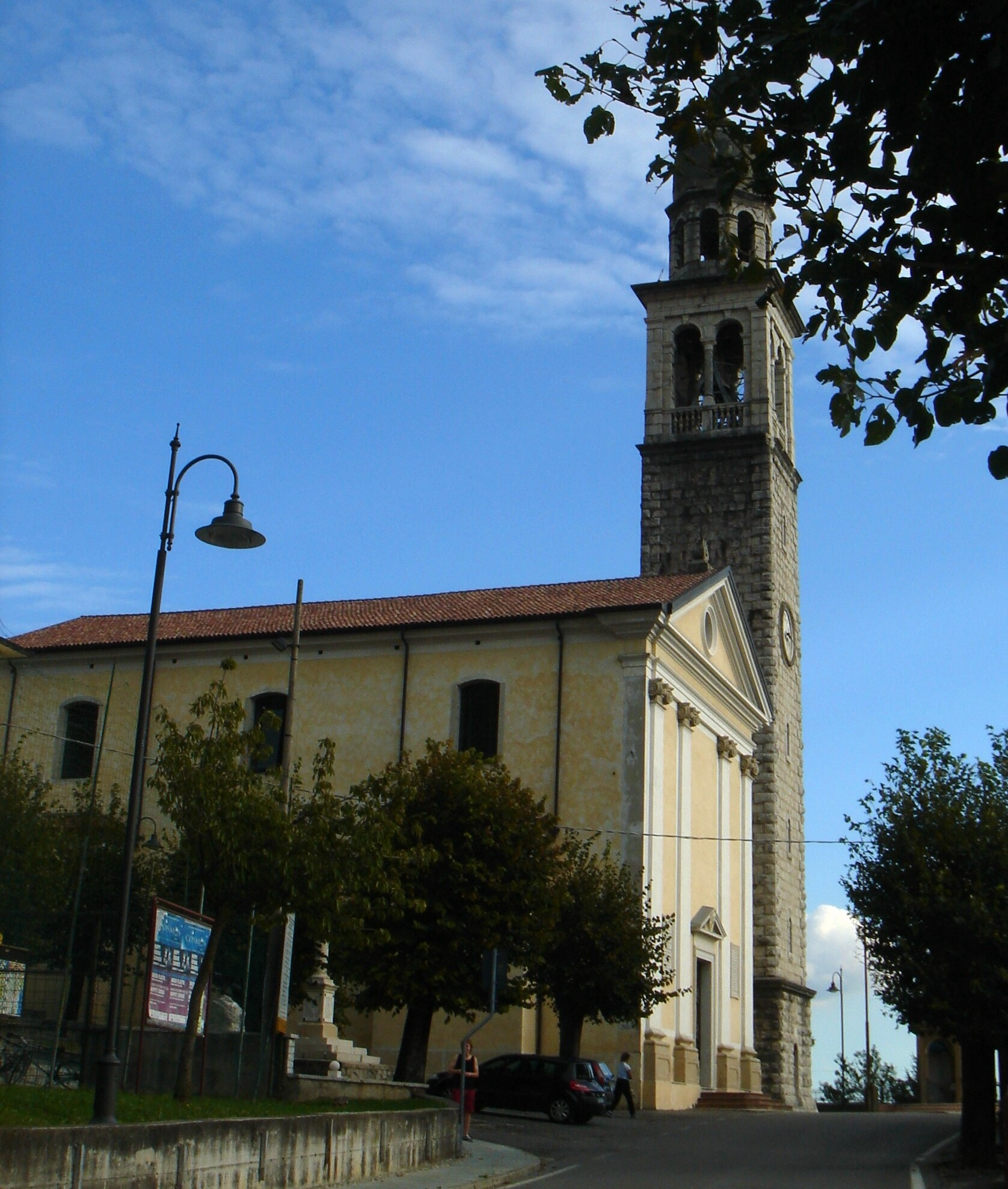
L'église catholique de Montaner, dédiée à Saint Pancrace.

L'expression schisme de Montaner désigne les événements qui ont conduit, entre 1967 et 1969, presque tous les habitants de Montaner, un hameau de la commune de Sarmede, dans la province de Trévise, en Italie, à abjurer le catholicisme et à embrasser la religion orthodoxe, en raison de sérieux désaccords avec l'évêque du diocèse de Vittorio Veneto, l'évêque Albino Luciani, futur pape Jean-Paul Ier.

## Historique
Les problèmes commencent lorsque le vieux curé de la paroisse, le père Joseph Faè (en italien : Giuseppe Faè), meurt le 13 décembre 1966. Les paroissiens souhaitaient que le nouveau curé soit l’adjoint du père Faè, le père Antoine Botteon (en italien : Antonio Boteon), qui depuis longtemps avait assisté spirituellement et physiquement le vieux curé.
La population avait proposé à l'évêque de garder le père Botteon comme vice-curé, mais Albino Luciani avait répondu que pour un petit village comme Montaner un seul prêtre suffisait.
Luciani, par contre, avait déjà nommé le père Jean Gava (en italien : Giovanni Gava), qui devait prendre ses fonctions le 22 janvier 1967, rappelant que les curés ne sont pas voulus ou élus par la population, mais nommés par les évêques.
Montaner s’est alors divisée entre les « grenouilles de bénitier » qui ne voulaient pas désobéir à l’évêque, et les « chats » qui désiraient le père Antoine comme nouveau curé. 
Les paysans ont muré les portes de l'église et ne permirent pas le déplacement du nouveau curé, le père Jean. Ils souhaitaient aller à Rome pour parler avec le pape, mais le Vatican leur a fait savoir qu'ils devaient se mettre d'accord avec leur évêque, qui, pour calmer l'ambiance, avait nommé comme curé temporaire un vieux carme, le frère Casimiro de Monselice, pour six mois. Comme la population ne changeait pas d'opinion, Albino Luciani avait nommé un nouveau curé, le père Pierre Venier (en italien : Pietro Varnier).
Le 12 septembre 1967, la population enferma le père Venier (en italien : Varnier) dans le grenier de la maison presbytérale. Dès lors, Luciani vint à Montaner, escorté par la police, et retira le Saint-Sacrement du tabernacle, laissant l'église déconsacrée.

## Le schisme

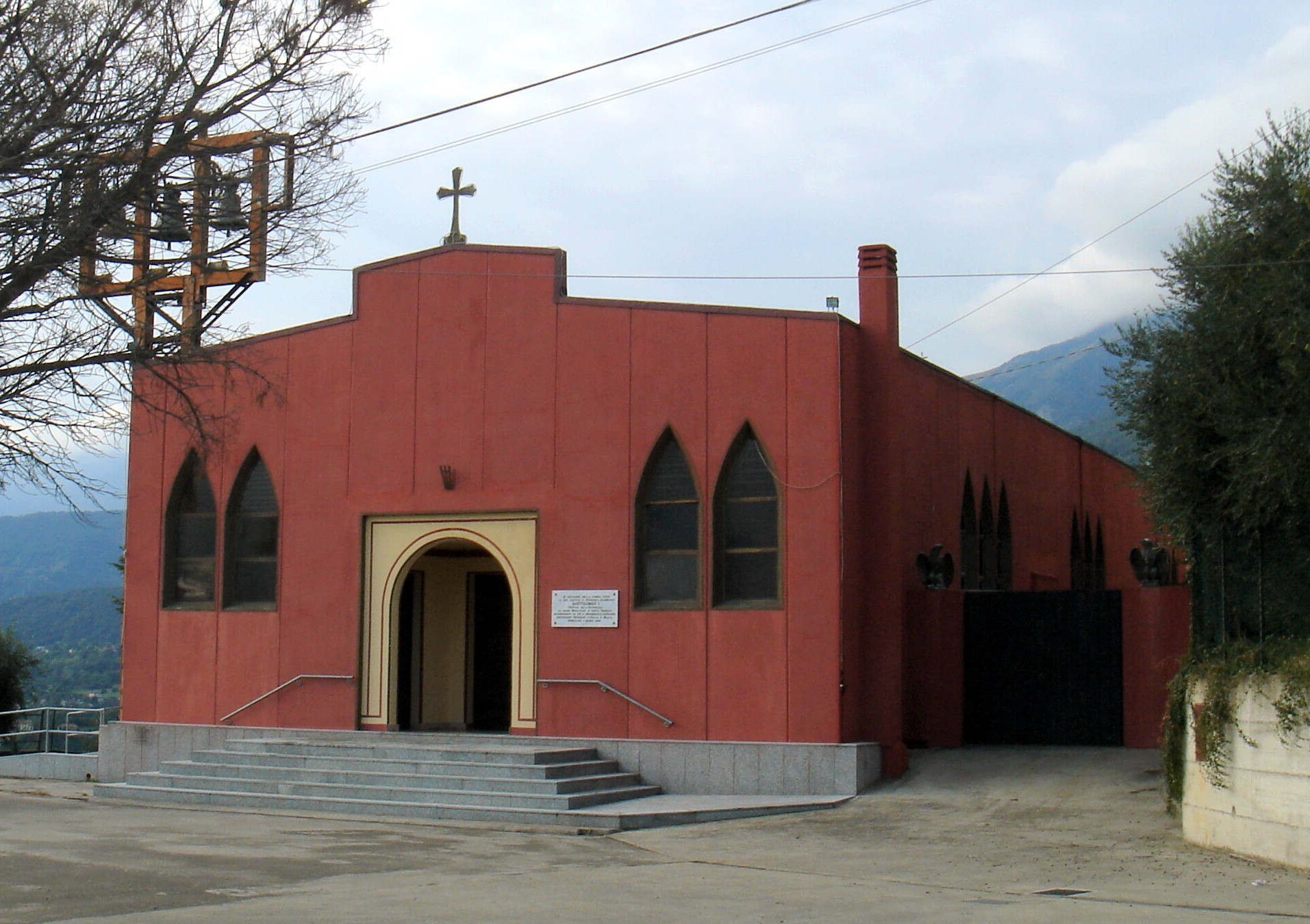
L'église orthodoxe de Montaner.

La population a alors provoqué un schisme, en fondant l'église orthodoxe de Montaner. Le 26 décembre 1967 était célébrée la première messe orthodoxe avec le rite byzantin. Le curé orthodoxe, le père Claudio Vettorazzo, s'est définitivement installé à Montaner en juin 1969 et le 7 septembre 1969, l'église était consacrée.
Par contre, la communauté orthodoxe de Montaner rencontra quelques problèmes d'identité, parce que sa fondation fut causée plus par le désaccord avec Albino Luciani que par une véritable identité orthodoxe. En outre, le père Claudio avait beaucoup de problèmes juridiques et financiers non réglés, et fut incarcéré en 1994.
Ce n'est qu'à partir de 1998 que la communauté officie en utilisant le rite byzantin. Une abbaye dépendant du patriarcat de Constantinople est fondée en 2000.
Aujourd'hui les deux communautés chrétiennes vivent en pleine harmonie, et la paroisse orthodoxe est également fréquentée par les immigrés de l'Europe de l'Est.
L'église a pâti d'un incendie le 14 décembre 2013. Les années suivantes, un projet de reconstruction de l'église et du monastère a été mis en œuvre comportant des systèmes antisismiques.